# Torri (Sovicille)
Torri è una frazione del comune italiano di Sovicille, nella provincia di Siena, in Toscana.
Torri si trova a 15 km a sud di Siena, nella val di Merse.

## Monumenti e luoghi d'interesse
L'antico paese medioevale di Torri, tipicamente cresciuto all'interno di una cinta muraria ovale, tuttora conservata, e alta oltre 20 metri, si è sviluppato attorno al Monastero di Santa Mustiola, istituito all'interno della contea Ardenghesca dal vescovo di Siena nell'interesse del nascente Comune senese. 
Nei pressi sorgeva un precedente insediamento feudale, che da documenti del XIII secolo sappiamo essere già scomparso, e chiamato Monte Falcone. Nei secoli seguenti l'originario Monastero ha rivestito il ruolo di residenza vescovile, fino a venire alienato a privati, nel tardo ottocento. Rimangono dell'antico e prestigioso monastero la chiesa, ristrutturata in stile gotico, e soprattutto un raro e bellissimo chiostro, una pregevole opera romanica in marmi bicromi, con capitelli e pulvini scolpiti, e ricco di incrostazioni policrome. Gli ordini superiori del chiostro, in mattoni e travertino e in legno, sono stati aggiunti successivamente, nel XIV e XV secolo. Sopravvive una porta castellana, e all'interno del paese, completamente pavimentato in pietra serena, diverse architetture medioevali.
L'edificio di maggiore interesse è la medievale pieve di Santa Mustiola.